# Eudyptula wilsonae
Eudyptula wilsonae es una especie extinta del género Eudyptula, familia Spheniscidae. Fue descrita por Thomas, Tennyson, Marx y Ksepka en 2023.